# Cleverbot
Cleverbot e уеб приложение с изкуствен интелект (ИИ), което се учи да имитира човешки разговори чрез общуването си с хора. Създаден е през 1988 г. от ИИ ветерана Роло Карпентер, който е създал и Jabberwacky, просто уеб приложение. В първото десетилетие от своето съществуване след създаването му Cleverbot провежда няколко хиляди разговора с Карпентер и негови сътрудници. След като е пуснат в Интернет през 1997 г., броят на проведените разговори достига 20 милиона.
Cleverbot се различава от традиционните чат ботове (chatbot), където потребителят поддържа разговор с бот, който директно отговаря на изпратен текст. Вместо това, когато потребителят изпрати текст, алгоритъмът подбира предишни отговори от базата си данни.